# Piazzatorre
Piazzatorre là một đô thị ở tỉnh Bergamo, vùng Lombardia, Italia. Đô thị này có diện tích  km², dân số là người.